# Vela Luka
Vela Luka ("den stora hamnen") är en stad på ön Korčula i Dalmatien, Kroatien. Vela Luka har en stor hamn, den största på ön, där bland andra Jadrolinija har en färje- och katamaranlinje till Split, Hvar, Lastovo och Brač (Milna).
Staden är den näst främsta turistorten på Korčula, efter staden Korčula. Vela Luka har 4 380 (2001) bofasta invånare.